# Harry Stockman
Harry Stockman (Detroit, Michigan, 13 januari 1919 - Yucaipa, Californië, 23 maart 1994) was een Amerikaans autocoureur die vooral in midget cars reed. Hij schreef zich in 1953 in voor de Indianapolis 500, maar wist zich niet te kwalificeren. Deze race was ook onderdeel van het Formule 1-kampioenschap. Hij was de CRA-kampioen in 1952.
Na een ziekbed overleed hij in 1994 op 75-jarige leeftijd. Zijn zoon Gary is ook betrokken in de autosport.